# Eleccions legislatives georgianes de 1999
Les eleccions legislatives georgianes de 1999 foren dutes a terme el 31 d'octubre i el 14 de novembre de 1999 per a renovar els 325 membres del Parlament de Geòrgia. La llei electoral va ser modificada abans de les eleccions, incrementant el sistema de representació proporcional i augmentant el llindar de votas del 5% al 7%. La participació fou del 68% i el partit més votat fou la Unió de Ciutadans de Geòrgia del president Eduard Xevardnadze.

## Resultats
Resum dels resultats de les eleccions al Parlament de Geòrgia (Sakartvelos Parlamenti) de 31 d'octubre de 1999
| Partits i aliances | Vots      | %     | Escons proporcionals | Escons per majoria |
| --- | --------- | ----- | -------------------- | ------------------ |
| Unió de Ciutadans de Geòrgia (Sakartvelos Mokalaketa Kavshiri,საქართველოს მოქალაქეთა კავშირი)                          | 890.915   | 44,5  | 85                   | 36                 |
| Unió Democràtica pel Reviscolament (Demokratiuli Aghordzinebis Kavshiri, დემოკრატიული აღორძინების პავშირი)             | 537.297   | 25,65 | 51                   | 8                  |
| Indústria salvarà Geòrgia (Mretsveloba Gadaarchens Sak'art'velos, მრეწველობა გადაარჩენს საქართველოს))                  | 151.038   | 7,5   | 14                   | 1                  |
| Partit Laborista Georgià (Sakartvelos Leiboristuli Partia, საქართველოს ლეიბორისტული პარტია)                            | 140.595   | 7,0   | -                    | 2                  |
| Aliança Democràtica Nacional (Erovnul Demokratiuli Aliansi)                                                            | 95.039    | 4,7   | -                    | -                  |
| Partit Popular (Sakhalko Paia-Didgori, ხალხის პარტია)                                                                  | 87.781    | 4,4   | -                    | -                  |
| Partit Comunista Unificat de Geòrgia (Sak'art'velos Ertiani Komunistur Partia, საქართველოს ერთიანი კომუნისტური პარტია) | 28.736    | 1,4   | -                    | -                  |
| Altres | 68.233    | 3,4   | -                    | 17                 |
| membres representants als desplaçats d'Abkhàzia                                                                        |           |       |                      | 12                 |
| Total | 2.133.878 | 100%  | 150                  | 72                 |
| Font: Arxiu d'Adam Carr                                                                                                |           |       |                      |                    |